# Гвинейско-литовские отношения
Гвинейско-литовские отношения – двусторонние международные отношения между Гвинеей и Литвой.

## История
Гвинея была в числе африканских государств, признавших независимость Литвы еще до ее членства в ООН. Она сделала это 6 сентября 1991 года и была третьей страной, сделавшей это на африканском континенте после ЮАР и Туниса.
Отношения были установлены 27 апреля 1997 года, а в 1996 году Гвинея аккредитовала своего посла в Литве. В отношениях между странами преобладает многосторонний формат, информации о двусторонних встречах между официальными лицами Литвы и Гвинеи нет.
Преобладает многостороннее сотрудничество, особенно через ООН, но также и через ЕС. 28 октября 2004 года На 59-й сессии Генеральной Ассамблеи ООН, проходившей в Нью-Йорке, Литва, Гвинея и еще 14 стран были избраны членами Экономического и Социального Совета ООН. Срок длился с 2005 по 2007 год.

## Экономическое сотрудничество
В 2018 году товарооборот между Литвой и Гвинеей достиг 478,9 тысяч евро.
В торговом балансе преобладает экспорт из Литвы в Гвинею.
- Экспорт составляет 474,3 тысяч евро
- Импорт составляет 4,6 тысяч евро.

| Год                           | 2016  | 2017  | 2018  |
| ----------------------------- | ----- | ----- | ----- |
| Экспорт в Гвинею (тысяч евро) | 252,0 | 327,0 | 474,3 |
| Импорт из Гвинеи (тысяч евро) | 54,8  | 2,5   | 4,6   |

## Граждане Гвинеи в Литве
| Год                               | 2016 | 2020 | 2021 | 2022 |
| --------------------------------- | ---- | ---- | ---- | ---- |
| Количество граждан Гвинеи в Литве | 1    | 2    | 2    | 3    |